# 兴和道
兴和道，中华民国初期设置的道。
1914年7月由原口北道的张北縣、沽源縣、多伦县及原归绥道的丰镇縣、凉城縣、兴和、陶林縣合置兴和道，属察哈尔特别区。治张北县（张北县侨治万全县，治张家口），1917年6月移治兴和城，即今张北县。下辖察哈尔部察哈尔左翼正蓝旗、镶白旗、正白旗、镶黄旗四旗，察哈尔右翼正黄旗、正红旗、镶红旗、镶蓝旗四旗以及各旗牧場，和達里岡厓牧場、商都达布尔逊诺尔牧場。辖境约当今内蒙古自治区卓资、凉城以东，多伦、沽源（今属河北省）以西，察哈尔右翼中旗、商都、化德、太仆寺旗、多伦以南，山西省杀虎口、河北省独石口、北京市延庆、密云交界处一线外长城以北。1928年，蒋介石率领国民革命军北伐成功后，全面废道制度，所以原有兴和道地区改属察哈尔省管辖。